# Kotelniki
Kotelniki (em russo:  Котéльники) é uma cidade da Rússia situada no óblast de Moscou. Localiza-se à 4 km ao sudeste da cidade de Moscou, e tem uma população de cerca de 32,338 habitantes (2010).